# シューマン宣言

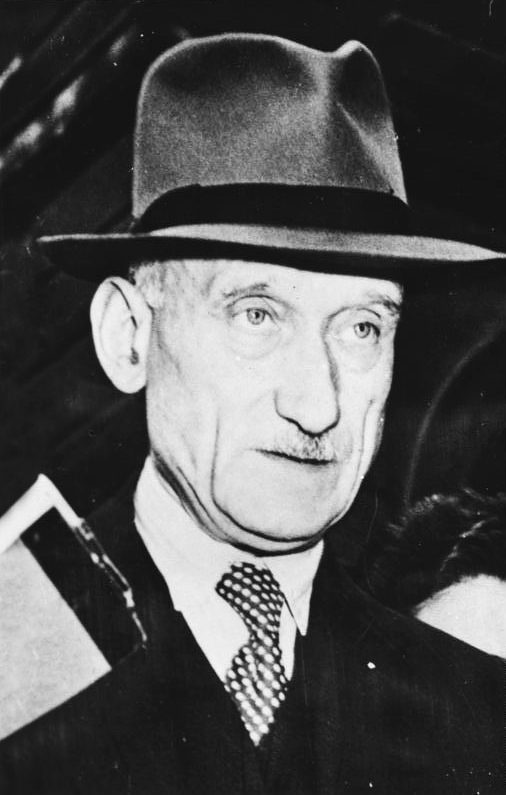
ロベール・シューマン

シューマン宣言（シューマンせんげん）は、1950年5月9日にフランス外相ロベール・シューマンが、フランスと西ドイツの石炭・鉄鋼産業を共同管理することをまとめた声明。ジャン・モネによる提唱と道徳再武装による調整に影響された。この宣言の目的は、フランス、西ドイツ、ベネルクスの各国が戦略上の資源を共有するカルテルを作成することである。シューマン宣言を基礎として、1951年に欧州諸共同体のなかの最初の共同体で、のちの欧州連合につながっていく欧州石炭鉄鋼共同体が創設された。

## 歴史的経緯
| シューマンはケ・ドルセー（フランス外務省本館。左）の中にあるサロン・ド・オルロージュ（時計の間。右）で声明を読み上げた。 |  | シューマンはケ・ドルセー（フランス外務省本館。左）の中にあるサロン・ド・オルロージュ（時計の間。右）で声明を読み上げた。 |
| シューマンはケ・ドルセー（フランス外務省本館。左）の中にあるサロン・ド・オルロージュ（時計の間。右）で声明を読み上げた。 |  | |

シューマン宣言は第二次世界大戦後の仏独協調体制の始点と位置づけられ、また西ドイツが西側陣営に付く契機ともなった。西ドイツ首相コンラート・アデナウアーはシューマン宣言を「西ドイツの転換点」と述べている。
1949年に訪米していたシューマンは、当時のアメリカ合衆国国務長官ディーン・アチソンに西ドイツの政治的転換を促す提言をするよう言われる。納得の行くスピーチが思い浮かばず、1950年にジャン・モネからシューマン宣言となる原文を渡される。
欧州石炭鉄鋼共同体が発足したことで共同石炭・鉄鋼市場が導入され、これにより市場価格の自由な決定が可能となったり、輸出入にかかる関税や補助金が撤廃された。しかしながら異なる経済がこのような状況にいたる移行期間にはおよそ1年以上かかった。
特筆するべき点として、シューマン宣言では各国政府から独立した最高機関の創設がうたわれている。また欧州統合の観点からシューマンは次のようにも述べている。
1985年、当時欧州委員会の委員長はフランス出身のジャック・ドロールであったが、ミラノにおける欧州理事会において、5月9日を欧州連合におけるヨーロッパ・デー（欧州評議会では5月5日をヨーロッパ・デーとしている）として祝賀記念行事を行うことを決めた。欧州諸共同体ではこの宣言をヨーロッパ統合プロジェクトの公式行事としており、「最初のヨーロッパ・デーはシューマン宣言の記念日として5月9日に祝われた。この年に祝われたヨーロッパの父であるジャン・モネの生誕100周年は同様に共通の歴史として認識されるようになった。」